# 吾土吾民 (1975年電影)
《吾土吾民》（Land of the Undaunted），是1975年發行的一部台灣電影，由李行導演，主要演員有王引、鄧光榮、林鳳嬌、秦漢、陳鴻烈、崔福生、傅碧輝及曹健，馬氏影業出品。在同年的第12屆金馬獎裡，該片獲得最佳劇情片，編劇張永祥亦以此片獲得最佳編劇。

## 劇情
中國抗日戰爭時期，杜興漢是淪陷區一所私立中學的校長，女兒杜湘靈和教員李月亭是他的好幫手，努力在日本人的壓迫下維持學校的運作。朱友賓原本是湘靈的未婚夫，其父親投靠日本人而擔任縣長，他也整日與日本人為伍。湘靈鄙視友賓的行為，兩人已形同陌路。
縣城裡的抗日份子炸毀日軍的軍火庫，李月亭因涉嫌而被補。李母救子心切，供出學校裡的抗日組織，以換取月亭的自由。幾個涉案學生被捕，杜興漢受牽連而入獄。
一日，日軍指揮官來到縣城視查。平日看似親日的友賓其實是抗日組織的領導人，他槍殺了日軍指揮官，然後被日軍處決。湘靈得知消息時，杜興漢已在獄中絕食死亡。湘靈與月亭站在學校升旗台上向全校師生宣讀杜興漢遺書時，日軍衝進校園，當場逮捕月亭。湘靈繼續讀遺書，年輕的學生們心中充滿悲憤。

## 演員
| 演員   | 角色     | 角色簡介                                                           |
| ------ | -------- | ------------------------------------------------------------------ |
| 王引   | 杜興漢   | 私立興漢中學校長，不滿日本統治                                     |
| 林鳳嬌 | 杜湘靈   | 杜興漢的女兒，朱友賓的未婚妻，不滿日本統治，看不起未婚夫的親日行徑 |
| 鄧光榮 | 朱友賓   | 縣長的兒子，杜湘靈的未婚夫，表面親日，私下卻是抗日組織的首腦       |
| 崔福生 | 朱安奎   | 縣長，親日，與日本人木村大佐關係良好                               |
| 秦漢   | 李月亭   | 興漢中學教員，不滿日本統治                                         |
| 傅碧輝 | 李母     | 救兒心切，出賣了中學裡的抗日組織的消息，以換取月亭的釋放           |
| 陳鴻烈 | 韓士欽   | 杜校長多年前的學生，卻成為日本人的偵緝隊長                         |
| 曹健   | 木村大佐 | 在中國多年，深知中國人習性，與縣長親近                             |

## 獎項
- 1975年第12屆金馬獎
  - 最佳劇情片
  - 最佳編劇（張永祥）